# Saborsko
Saborsko (także Zaborsko) – wieś w Chorwacji, w żupanii karlowackiej, siedziba gminy Saborsko. W 2011 roku liczyła 462 mieszkańców.
Jest położone na wysokości 612 m n.p.m., 15 km na północny zachód od miejscowości Plitvička Jezera. Miejscowa gospodarka oparta jest na rolnictwie.
12 listopada 1991, w trakcie wojny w Chorwacji, zostało zajęte przez siły serbskie. Pod ich kontrolą pozostawało do sierpnia 1995. W tym czasie doszło do czystek etnicznych i wygnania miejscowej ludności narodowości chorwackiej.